# Valley of Strathmore

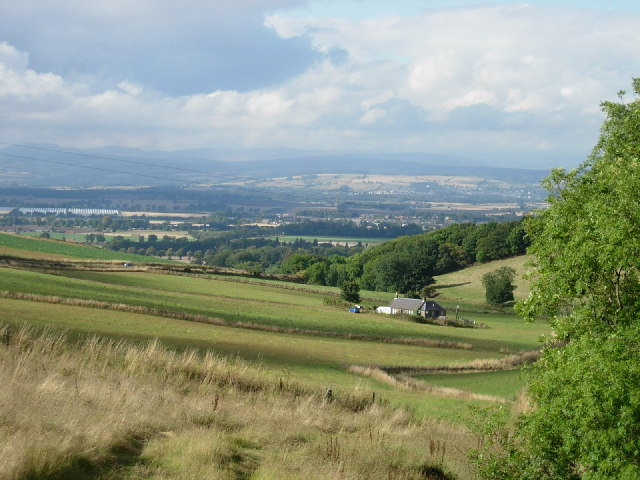
Blick von Tullybaccart in das Tal

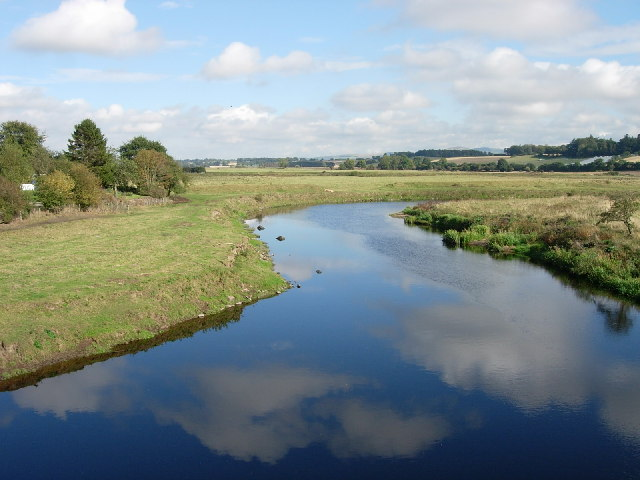
Der Isla nördlich von Coupar Angus

Das Valley of Strathmore ist ein breites Tal (Strath), das im Nordosten von Schottland liegt. Begrenzt wird es durch Ausläufer der Grampians im Nordwesten sowie die Sidlaw Hills im Südosten. Bedeutende Flüsse, die in ihm fließen, sind Tay, Isla, Dean Water, North Esk und South Esk. Zu den Ortschaften zählen Perth, Coupar Angus, Blairgowrie, Forfar, Brechin, Kirriemuir, Alyth, Laurencekirk und Stonehaven. Der Südwesten des Tales gehört zu Perth and Kinross, der Nordosten zu Angus.
Im Rahmen des britischen Adels findet sich der Titel eines Earls of Strathmore. Der Familiensitz ist das im Tal gelegene Glamis Castle.